# Europa Cup (korfbal) 1978
De Europacup korfbal 1978 was de twaalfde editie van dit internationale korfbaltoernooi. 
Het deelnemersveld bestond in deze editie uit vijf teams; twee uit België en een uit Duitsland, Groot-Brittannië en Nederland. In deze editie werden enkel poule-wedstrijden gespeeld en was er geen verdere afwikkeling.

## Deelnemers
Poule
| Club          | Plaats          |
| ------------- | --------------- |
| LUTO          | Amsterdam       |
| Vultrix       | Harrow (Londen) |
| Kwik          | Merksem         |
| Riviera       | Antwerpen       |
| Schweriner KC | Schwerin        |

## Het Toernooi

### Poulefase Wedstrijden
| Thuisploeg    |   | Uitploeg      | Uitslag |
| ------------- | - | ------------- | ------- |
| Kwik          | - | Riviera       | 6-10    |
| Schweriner KC | - | LUTO          | 2-8     |
| Vultrix       | - | Kwik          | 1-10    |
| Riviera       | - | Schweriner KC | 8-7     |
| LUTO          | - | Vultrix       | 14-1    |
| Schweriner KC | - | Kwik          | 3-7     |
| Vultrix       | - | Riviera       | 1-15    |
| LUTO          | - | Kwik          | 9-1     |
| Schweriner KC | - | Vultrix       | 6-4     |
| Riviera       | - | LUTO          | 3-7     |

| Kampioen EuropaCup 1978 |
| ----------------------- |
| LUTO Eerste titel       |

## Eindklassement
| Positie | Club          |
| ------- | ------------- |
| Goud    | LUTO          |
| Zilver  | Riviera       |
| Brons   | Kwik          |
| 4       | Schweriner KC |
| 5       | Vultrix       |